# Classe Kagitingan
I pattugliatori filippini classe Kagintigan sono stati costruiti parte in Germania e parte presso il cantiere navale di Cavite, con l'assistenza tedesca. I piani di costruzione originali prevedevano la costruzione di 6 unità della classe, ma ne vennero completate solo quattro.

## Storia
I quattro pattugliatori classe Kagitingan  furono progettati e parzialmente costruiti in Germania occidentale, su contratto con la Marina militare filippina negli anni settanta del XX secolo, con l'intenzione di riprodurli su licenza nelle Filippine. La prima unità, prodotta dai cantieri navali W. Müller KG di Hameln fu BRP Kagitingan (PG-101) ordinata nel settembre 1978, e che entrò in servizio il 2 febbraio 1979. Sulla seconda unità della classe, il BRP Bagong Lakas (PG-102), le fonti divergono sul fatto che sia stata costruita nello stesso cantiere navale o in quello filippino di Cavite nel 1979.
Le altre due unità della classe, il BRP Katapangan (PG-103) (1982) e il BRP Bagong Silang (PG-103) (1983), sono stati costruiti nel cantiere navale Cavite Naval SY a Cavite, nelle Filippine, rispettivamente nel 1982 e 1983.

## Descrizione tecnica
Progettate in Germania, le unità classe disloccavano 132 t.p.c., ed avevano uno scafo in acciaio dolce con sovrastrutture in alluminio.
Le unità entrarono in servizio con armamento basato su una torretta ad azionamento elettrico Emerlec EX 31 armata con due cannoni EMERLEC-30 da 30 mm a prua, e quattro mitragliatrici per uso generale da 12,7 mm. Il rateo di tiro dei cannoni da 30 mm è pari a 450 colpi al minuto.
La dotazione elettronica comprendeva un sistema di combattimento Selenia-Elsag NA-10 Mod-O accoppiato ad un radar di controllo del fuoco Selenia RTN-10X Orion.
La propulsione era affidata a due motori diesel Mercedes-Benz MTU16V538TB91 MD 871/30 a 16 cilindri, ognuno erogante la potenza di 2 050 hp, azionanti due eliche. I motori principali potevano far raggiungere alle unità della classe una velocità massima di circa 21 nodi (39 km/h). L’autonomia era pari a 2 300 miglia nautiche (4 300 km). Un generatore da 60 kW provvede alla fornitura dell’energia elettrica.

## Impiego operativo
Considerate di tipo non riuscito, in quanto incapaci di raggiungere la velocità massima prevista di 28 nodi a causa delle alte sovrastrutture che influivano sulle loro capacità di navigazione, la Marina filippina ebbe sempre problemi nel tenere addestrati i marinai all’uso del sistema di combattimento e del radar di tiro. Tutte le unità classe Kagitingan vennero messe fuori servizio nel 1992, ma con il riacutizzarsi delle tensioni con la Cina per le isole Spratly, le navi vennero riattate e reimesse in servizio nel 1994 come parte di un ampio aumento dei finanziamenti militari. 
La BRP Kagitingan (PG-101) è stato radiata nel 2004 e la BRP Katapangan (PG-103) in data indefinita. Attualmente due sono ancora in servizio due unità modernizzate nel 1994, la BRP Bagong Lakas (PG-102) e BRP Bagong Silang (PG-104), quest'ultimo dotato di armamento principale su un cannone singolo da 40/60 mm.

## Navi della classe
| Nome                 | Arsenale        | Impostazione | Varo | Servizio        | Storia           | Fine |
| -------------------- | --------------- | ------------ | ---- | --------------- | ---------------- | ---- |
| PG-101 Kagitingan    | W. Muller       | 1978         | 1979 | 9 febbraio 1979 | radiata nel 2004 |      |
| PG-102 Bagong Lakas  | W. Muller       | 1978         | 1979 | 9 febbraio 1979 |                  |      |
| PG-103 Katapangan    | Cavite Naval SY |              |      | 1982            | radiata          |      |
| PG-104 Bagong Silang | Cavite Naval SY |              |      | 1983            |                  |      |

### Annotazioni
1. ↑  Sono conosciuti anche come classe Bagong Lipunan.

### Fonti
1. 1 2 3 4 5 6 7 8 9 10 11 12 13  Angelfire.
2. ↑  Da Frè 2018, p. 45.
3. 1 2 3  Globalsecurity.
4. ↑  Da Frè 2018, p. 44.
5. ↑  Till, Chan 2013, p. 151.

### Pubblicazioni
- Giuliano Da Frè, La marina filippina e il suo ammodernamento, in Rivista Italiana Difesa (RID), n. 2, Chiavari, Giornalistica Riviera Soc. Coop., febbraio 2018,  pp. 41-47.